# The Rouge of the North
The Rouge of the North ist ein Roman von Zhang Ailing, der das harte Leben einer armen chinesischen Frau des 19. Jahrhunderts, die in eine reiche Familie einheiratet, beschreibt.

## Handlung
Die Hauptperson Yindi, deren Bruder ein Sesamölgeschäft besitzt und die damit zur unteren sozialen Schicht gehört, heiratet den an Tuberkulose erkrankten Sohn einer reichen Familie mit Namen Second Master. Aufgrund ihrer sozialen Herkunft wird sie von der Familie erniedrigt. Sie ist unzufrieden in ihrer Ehe und verliebt sich kurz nach der Hochzeit in seinen jüngeren Bruder Third Master. Third Master gerät später aufgrund seiner Opiumsucht und zahlreicher Besuche in Bordellen – zu denen er auch Yindis Sohn Yensheng mitnimmt – in finanzielle Notlage und muss sich Geld von Yindi leihen.
Schließlich verheiratet Yindi ihren Sohn Yensheng, um zu verhindern, dass dieser weiterhin mit Third Master Bordelle besucht. Da Yenshengs Ehefrau ihm keine Kinder gebärt, befürchtet Yindi, dass sie keine Enkelkinder bekommt. Aus diesem Grund gibt sie Yensheng das Sklavenmädchen Dungmei zur Geliebten. Kurz nachdem Dungmei ihr drittes Kind geboren hat, stirbt Yindi in ihrem Haus.

## Hauptpersonen
- Yindi – Die Hauptperson stammt aus einer unteren sozialen Schicht.
- Second Master – Der Ehemann von Yindi, der aus einer reichen Familie stammt.
- Third Master – Der jüngere Bruder von Yindis Ehemann.
- Yensheng – Der Sohn von Yindi.
- Dungmei – Das Sklavenmädchen der Familie, die die Geliebte von Yensheng ist.